# Episodi de Il silenzio dell'acqua (prima stagione)
La prima stagione della serie televisiva Il silenzio dell'acqua, composta da 4 puntate, è andata in onda in prima serata su Canale 5 dall'8 al 24 marzo 2019. La prima puntata è stata trasmessa di venerdì, mentre le seguenti tre puntate di domenica.
| n° | Titolo          | Prima visione |
| -- | --------------- | ------------- |
| 1  | Prima puntata   | 8 marzo 2019  |
| 2  | Seconda puntata | 10 marzo 2019 |
| 3  | Terza puntata   | 17 marzo 2019 |
| 4  | Quarta puntata  | 24 marzo 2019 |

## Prima puntata
Il piccolo e tranquillo paese marittimo di Castel Marciano (nei pressi di Trieste) viene scosso dalla scomparsa della 16enne Laura Mancini. Del caso si occupa il vicequestore Andrea Baldini, il quale interroga Nico, il bidello dell'istituto alberghiero che Laura frequentava, perché da una registrazione si vede la ragazza salire sul furgone della scuola; Nico ammette di averle dato un passaggio fino alla provinciale, ma di non sapere se dovesse incontrarsi con qualcuno. Andrea riceve una telefonata anonima che lo indirizza alla scogliera Dama Bianca, dove trova una chiazza di sangue. Il mattino seguente, in mare aperto viene rinvenuto il cadavere di Laura, il cui corpo presenta escoriazioni e numerosi lividi sul ventre. Andrea interroga prima Francesca, compagna di classe di Laura con la quale era in cattivi rapporti, e poi Eva, la figlia di Nico. Eva e suo padre si vedono di nascosto perché i suoi genitori sono separati e il giudice ha vietato a Nico di incontrare la figlia; il giubbotto che la ragazza indossa (appartenuto a Laura, come mostrato nella precedente registrazione) le è stato regalato dal padre dopo averlo rubato da scuola.
Ad Andrea viene affiancata la collega Luisa Ferrari, della Squadra Mobile sezione omicidi. Sulla scogliera viene trovato anche un cellulare rotto ma, data l'impossibilità di ricavarvi i tabulati telefonici, Luisa richiede la localizzazione della telefonata anonima. I due si recano da Anna, madre di Laura e proprietaria di un bar locale, e ispezionano la stanza della figlia: lì trovano alcune fotografie di Laura e Grazia, la sua amica del cuore, di Maria e Giovanni, i genitori di Grazia, e di Max, istruttore di sub al centro immersioni frequentato da Laura, dove la ragazza è stata vista viva per l'ultima volta. Anna mostra ai due una fotografia di lei a 16 anni, quando era rimasta incinta di Laura, alla quale somigliava moltissimo; a quel tempo Anna si frequentava con un ragazzo di Londra in vacanza estiva che, saputo della gravidanza, la lasciò.
Andrea e Luisa interrogano prima Max e poi Grazia, dalla quale Luisa apprende che il suo fidanzato Matteo, che è il figlio di Roberta (la compagna di Andrea), prima si frequentava con Laura. Francesca, che detestava Laura perché cercava di imitarla, viene brevemente interrogata da Luisa. Anna racconta al fidanzato Franco della visita dei vicequestori, ai quali però non ha rivelato della loro relazione, a cui Laura era contraria poiché Franco non le piaceva. Andrea sollecita Matteo a parlare con Luisa, ma il ragazzo non vuole. I risultati dell'autopsia stimano l'ora del decesso tra le 17 e le 22, e vengono riscontrate nel sangue lievi tracce di cocaina che non la fanno ritenere una consumatrice abituale; a ucciderla è stata un'emorragia interna dovuta ai colpi al ventre, probabilmente perché presa a calci. Per di più, al momento della morte, Laura era incinta da sei settimane.
Dalla farmacista, Luisa e Andrea apprendono che Max ha comprato un test di gravidanza, che viene trovato nell'armadietto di Laura: Max ammette che Laura gli aveva chiesto di comprarlo al posto suo affinché nessuno sospettasse. Il PM invalida la perquisizione sostenendo che non era motivata, perciò Max viene liberato. Anna, a cena da Giovanni e Maria, rivela loro di non aver mai accettato Laura poiché le ricordava la giovinezza alla quale aveva rinunciato per crescerla, ma proprio ora che l'ha persa sente di amarla come mai prima. Prima di andarsene Anna si rivolge a Giovanni, col quale in passato ebbe una relazione, dicendogli che forse avrebbero dovuto rimanere insieme. Maria ammette che forse hanno sbagliato a mettersi insieme, e si domanda se Giovanni sia ancora innamorato di Anna. Franco, che di nascosto fa lo spacciatore, si incontra con Nico, col quale ha un breve diverbio riguardante Laura. Si scopre che la telefonata anonima è stata effettuata da una cabina telefonica di Castel Marciano, allo stabilimento Onda Blu. Max nega di essere stato lui a fare la telefonata, ma rivela di aver visto l'autore: Matteo.
- Ascolti Italia: telespettatori 3 364 000 – share 15,3%.[1]

## Seconda puntata
Matteo sostiene di non aver fatto lui la chiamata perché si trovava in camera sua. Da uno scontrino si evince che il 15 maggio 2018 (data della morte di Laura) Max non si trovava al tempo al centro immersioni come aveva dichiarato, sostenendo invece che stava semplicemente facendo un pieno alla macchina, ma Andrea scopre che il serbatoio è vuoto. Roberta rivela ad Andrea che Matteo, la notte della telefonata anonima, non si trovava in casa; Andrea affronta Matteo, che a quel punto confessa di essere stato lui a fare la telefonata: sapeva che a Laura piaceva molto la scogliera, così aveva pensato di andare a controllare, trovandovi delle tracce di sangue. Grazie agli scatti del fotografo che ha allestito la mostra al castello del 15 maggio per il Falò di Santa Sofia, si vede Laura allontanarsi da sola, il che alleggerisce la posizione di Max. Luisa vuole estromettere Andrea dalle indagini perché, dato che un indagato è legato a lui, ciò ne comprometterebbe il corretto svolgimento. Matteo si rifiuta di fare il test di paternità, ma di nascosto Andrea preleva dal lavandino un campione di capelli e lo consegna a Luisa.
Viene celebrato il funerale di Laura, officiato da don Carlo il quale, una volta rimasto solo, dà sfogo alla sua disperazione. Andrea e Luisa ispezionano la camera d'hotel che Max era solito prenotare, dove trovano una chiave. Franco minaccia Nico con una pistola dopo aver saputo che è stato chiamato in commissariato, ma alla fine lo lascia andare. Luisa comunica ad Andrea che, in base ai test del DNA di Max e Matteo, è Matteo il padre del feto. Il ragazzo rivela a Grazia di averla tradita con Laura. Don Carlo tenta di consolare Grazia, che si crede un mostro per aver ritenuto giusta la morte di Laura. Franco paga Nico affinché lui e sua figlia vadano lontano, e lo minaccia di ucciderlo se dovesse farsi rivedere.
Andrea raggiunge Matteo alla scogliera salvandolo da un tentativo di suicidio, e lo porta in commissariato dove viene interrogato da Luisa: Matteo dichiara di aver saputo della gravidanza di Laura proprio il 15 maggio, ai piedi della scogliera, ma Laura non era nemmeno sicura che fosse incinta di lui, infatti gli aveva confessato di frequentarsi con un uomo più grande; Laura, che aveva dato appuntamento anche a quest'ultimo, desiderava che Matteo restasse alla spiaggia e l'aiutasse ad affrontarlo, ma lui rifiutò e si allontanò, lasciandola sola. Luisa mostra a Nico la chiave trovata nell'hotel, che corrisponde al tipo usato nella scuola. Nico le mostra la stanza degli spogliatoi, ma la chiave non funziona, quindi Luisa chiede di vedere gli armadietti dei professori, ma prima serve il permesso della preside: quest'ultima, rimasta sola con Luisa, le confessa indirettamente di tradire il marito con Max, così Luisa le chiede di dichiararlo in modo da scagionarlo, dato che è il maggiore indiziato. Andrea rivela la confessione di Matteo ad Anna, la quale rifiuta di credergli, poi si confida con don Carlo, il quale afferma di non essere a conoscenza della relazione di Laura con un uomo adulto. Dopo aver parlato con Andrea, Franco telefona a Nico dicendogli di andarsene via subito. Seguendo Franco, Andrea scopre che ha una relazione con Anna.
- Ascolti Italia: telespettatori 3 193 000 – share 14%.[2]

## Terza puntata
Andrea mostra a Luisa il fascicolo di Franco, che aveva fatto arrestare dieci anni prima per ricettazione e contrabbando, e che ora gestisce un barcone per gite turistiche: lui sostiene che il 15 maggio non si trovava al porto dove c'era anche Laura, ma una fotografia dimostra il contrario. Interrogata da Andrea e Luisa, Anna afferma di aver tenuto nascosta la relazione con Franco, che è pregiudicato, perché ci ha messo anni per togliersi di dosso l'etichetta di "quella facile" che se ne frega delle regole. Grazia lascia Matteo, delusa dal suo comportamento. Franco chiede ad Anna di andarsene insieme da Castel Marciano.
Andrea e Luisa ottengono un mandato per perquisire il barcone di Franco, dentro cui trovano una pistola. In commissariato, Franco ammette che si era incontrato con Laura al porto, dove lei gli aveva chiesto di lasciare in pace sua madre per non rovinarle la vita, Franco rifiutò e si mandarono a quel paese a vicenda, come al solito. Andrea e Luisa raccontano ad Anna quanto detto loro da Franco; Anna litiga con Franco e lo lascia. L'ispettore Dino Marinelli ferma Eva, che si stava preparando a scappare col padre, e la porta in commissariato, dove la ragazza ammette che suo padre aveva ricevuto dei soldi da Franco; Andrea le promette di tirare Nico fuori dai guai. Andrea e Luisa interrogano Nico, il quale confessa che lui e Franco spacciano cocaina (Franco la procura e Nico la "piazza"), ma non è sicuro che Nico abbia ucciso Laura: la ragazza aveva scoperto che Franco nascondeva la cocaina nella cantina di Anna, e lo minacciava di rivelarglielo. Franco fugge a casa di Anna, Andrea lo segue e, mentre entrambi si puntano contro la pistola, Andrea preme il grilletto e lo colpisce mortalmente. Luisa viene ricoverata in ospedale per una commozione cerebrale, dopo essere stata malmenata da Franco mentre cercava di fuggire.
Paolo Galasso, il capo di Luisa, giudica Andrea troppo coinvolto nel caso di Laura e lo estromette. Galasso fa perquisire la casa di Andrea; vengono trovate alcune tracce di sangue sulle scarpe di Matteo, il quale risponde che dovrebbero pensare a don Carlo, poiché si è convinto che gli piacciano le ragazzine. Luisa viene a sapere da Anna che negli ultimi tempi Laura si era avvicinata a don Carlo, e chiede ai genitori di Grazia di farla parlare con la figlia. Giovanni intima a don Carlo di stare lontano da Grazia. La scientifica accerta che il sangue presente sulle scarpe di Matteo appartiene a Laura, quindi Galasso decide di arrestarlo, sebbene Luisa sia convinta della sua innocenza. Andrea sequestra il computer portatile di don Carlo.
- Ascolti Italia: telespettatori 2 840 000 – share 12,2%.[3]

## Quarta puntata
Matteo confessa che il sangue sulle scarpe è dovuto al suo ritrovamento del cadavere di Laura, che aveva stretto a sé. Dopo aver visionato nel computer portatile di don Carlo un video in cui Laura afferma di voler tenere il bambino che aspettava, Anna chiede all'uomo dei chiarimenti, ma prima che lui possa risponderle viene portato in commissariato; in seguito Galasso e Luisa visitano la ginecologa dalla quale don Carlo aveva accompagnato Laura, infatti la ragazza inizialmente voleva abortire. Don Carlo, interrogato da Luisa, non proferisce parola se non «è tutta colpa mia». Quando è l'amico Andrea a parlarci, don Carlo gli confessa che Laura gli aveva detto di essere incinta ma che il padre del bambino non ne sapeva nulla e perciò voleva abortire, ma la sua coscienza da prete gli fece decidere di portarla dalla ginecologa perché si convincesse a tenere il bambino, come poi aveva affermato nel video; gli aveva anche detto di avere una relazione con un uomo adulto, ma non riuscì a farsi dire chi era.
Matteo picchia furiosamente don Carlo. Quest'ultimo, soccorso da Luisa e Andrea, si pente di non aver informato prima Anna, e pensa a come, ogni volta che vedeva Laura, gli venisse in mente la giovane Anna; allora Andrea ricorda che, tra tutti i corteggiatori di Anna, uno era più geloso di tutti: Giovanni. Andrea e Luisa lo interrogano: l'uomo non è mai riuscito ad accettare la fine della relazione con Anna, e più Laura cresceva più somigliava a sua madre da giovane; averla davanti agli occhi tutto il tempo era un'ossessione. Andrea gli chiede se aveva una relazione con Laura, ma Giovanni risponde che non hanno prove. Quella notte, Giovanni si suicida con un colpo di fucile e lascia dei biglietti nei quali si scusa per aver ucciso Laura.
Un flashback mostra una parte dell'ultimo giorno di vita di Laura, dal video lasciato sul computer di don Carlo, all'uscita con Grazia, al litigio con Franco e al passaggio datole fino alla scogliera, all'incontro con Matteo e a quello successivo con Giovanni: è lui infatti l'uomo con cui Laura si frequentava. Quando Giovanni le consiglia implicitamente di abortire, Laura fa per chiamare sua madre, ma Giovanni le rompe il cellulare.
Andrea informa Matteo del suicidio di Giovanni e della sua presunta colpevolezza. Anna accusa Maria di aver sempre saputo ciò che il marito faceva e di non aver fatto niente pur di tenerlo con sé. Il caso sembra chiuso ma, osservando nuovamente il video, Andrea nota che Laura portava un braccialetto che non era stato trovato sul luogo del delitto, e che era stato regalato da Maria a Laura per il suo compleanno il 5 febbraio. Andrea e Luisa interrogano Maria, supponendo che abbia strappato il braccialetto a Laura dopo averla uccisa, furiosa perché aveva scoperto la tresca del marito con la ragazza, cosa che la donna conferma. Andrea e Luisa spiegano a Grazia che suo padre si era incolpato per proteggere sua madre, che ha confessato, e Andrea la invita a stare per un po' a casa sua. Una sera, mentre a Grazia viene permesso di tornare momentaneamente nella sua vecchia casa, Matteo rivela che il braccialetto di Laura le era stato regalato in realtà da Grazia. Andrea, avendo intuito che Giovanni e Maria si sono addossati la colpa per proteggere la figlia, corre da Grazia, che nel frattempo ha raggiunto la casa di Anna, e la blocca poco prima che possa pugnalarla.
Un secondo flashback mostra Grazia mentre assiste di nascosto all'incontro sulla scogliera tra suo padre e Laura. Dopo che il padre se n'era andato, Grazia aveva attaccato Laura sbattendola contro il muretto, poi l'aveva colpita ripetutamente al ventre, le aveva tolto il braccialetto e ne aveva gettato il corpo in mare.
Interrogata, Grazia rivela che il braccialetto le era stato chiesto come regalo da Laura, ma che non avendo i soldi lo aveva fatto comprare da sua madre, e sostiene che, siccome Laura non aveva mai avuto un padre, voleva prendersi il suo; Grazia aveva visto suo padre comportarsi in maniera diversa, ed è così che l'ha scoperto. Maria viene rilasciata mentre Grazia viene arrestata. Prima di andarsene da Castel Marciano, Anna ha una "visione" della figlia che le sorride. Don Carlo visita Grazia in carcere, ma la ragazza non sembra essersi pentita.
- Ascolti Italia: telespettatori 3 143 000 – share 14,3%.[4]